# عبدالقادر قلاتوال
عبدالقادر قلاتوال (زاده ۱۳۴۳ مرکز ولایت زابل) سیاستمدار افغانستان و نماینده مردم ولایت زابل در دوره شانزدهم مجلس نمایندگان است. وی در مجلس شانزدهم نمایندگان افغانستان عضو کمیسیون امور دینی، فرهنگی، معارف و تحصیلات عالی می‌باشد.

## زندگی‌نامه
عبدالقادر قلاتوال زاده ۱۳۴۳ از شهر قلات مرکز ولایت زابل می‌باشد. ایشان تحصیلات در سال ۱۳۶۰ از لیسه شیخ متی زابل تحصیلات مدرسه‌ای خود را به اتمام رسانید و توانست در سال ۱۳۷۴ در رشته ژورنالیسم از دانشگاه کابل فارغ‌التحصیل شود.

## دیگر فعالیت‌ها
دیگر فعالیت‌های ایشان:
- مسئول رادیو محلی زابل (۱۳۶۲الی۱۳۶۶).
- مسئول دستگاه روبده ریاست تحصیلی مخابرات (۱۳۶۶الی۱۳۷۱).
- مسئولیت‌ها و مدیریت‌ها در سازمانهای بین‌المللی (۱۳۷۱الی۱۳۸۰).
- مسئول ترمیم تلفن‌های مخابرات (۱۳۸۰الی۱۳۸۵).
- عضو مدیریت ناطقان رادیو تلویزیون ملی (۱۳۸۶).
- سخنگوی و رئیس دفتر وزارت مخابرات و تکنولوژی معلوماتی و ارتباطی (۱۳۸۶الی۱۳۸۹).